# فرضاخ حريري
الفِرْضَاح الحريري أو هاكية حريرية (الاسم العلمي:Hakea sericea) هي نوع نباتي يتبع جنس الفرضاخ من الفصيلة البروطية.